# 東元電機
25°03′27.5″N 121°36′49.5″E / 25.057639°N 121.613750°E
東元電機股份有限公司是台灣的家電及重電製造商，總部位於台北市南港區，創辦人是林長城、林和引、偕林波士、錢水木及孫炳輝等五人，現任董事長為利明献(南犬)。
東元電機前任董事長黃茂雄在林長城治喪禮拜儀式說：「林長城過去在東元擔任廠長時，雖然被東元員工稱為『閻羅王』；不過林長城過去以來，對員工所樹立『品質第一、交期第二、價格與獲利第三』的要求，才會造就東元今日『馬達王國』的地位。」

## 沿革

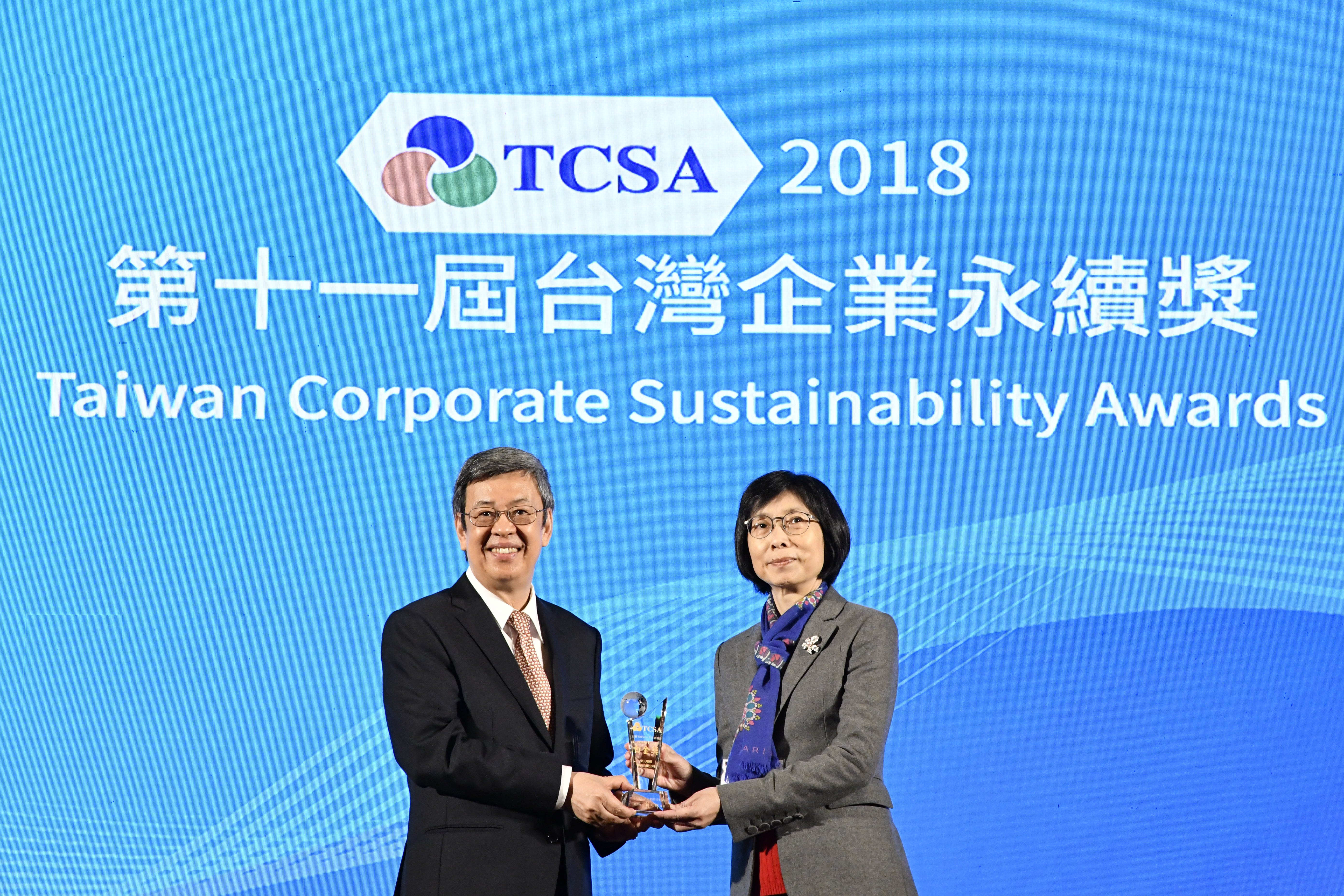
2018永續獎邱純枝董事長接受陳建仁副總統頒獎

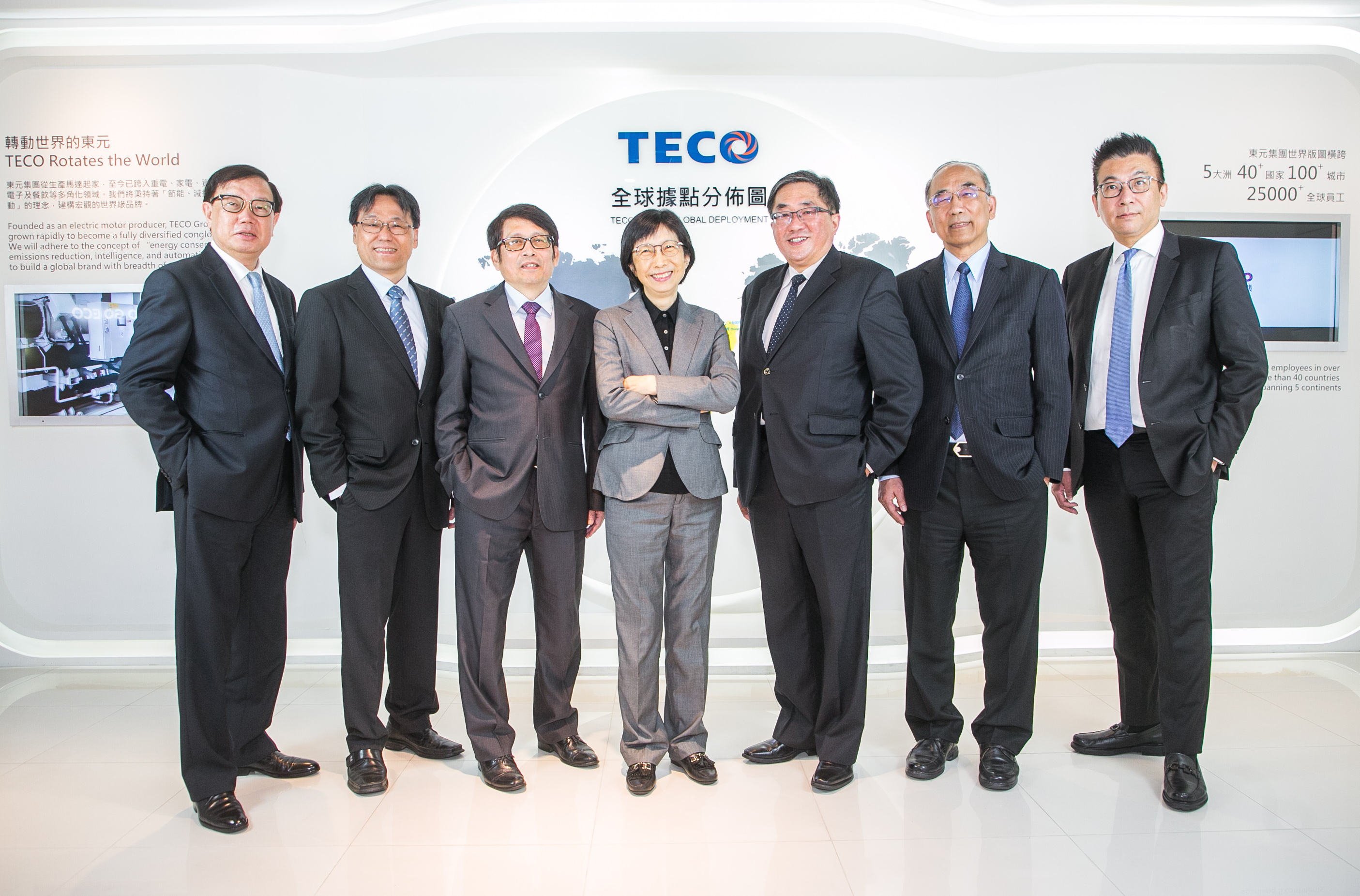
從左至右 東元電機林勝泉協理、高飛鳶總經理、張松鑌總經理、邱純枝董事長、連昭志總經理、林弘祥副總經理、彭継曾總經理

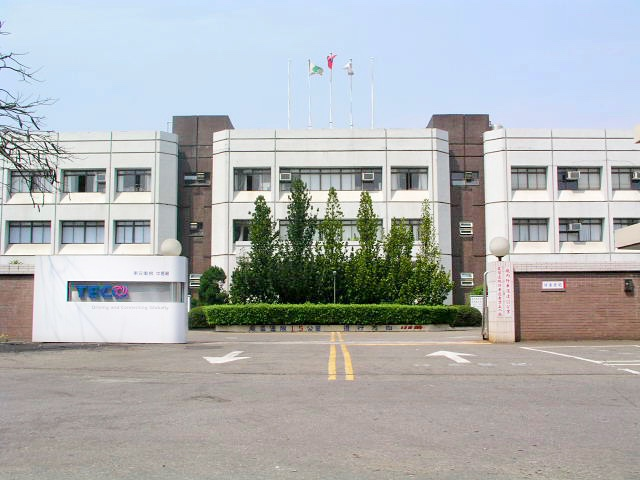
東元中壢馬達廠

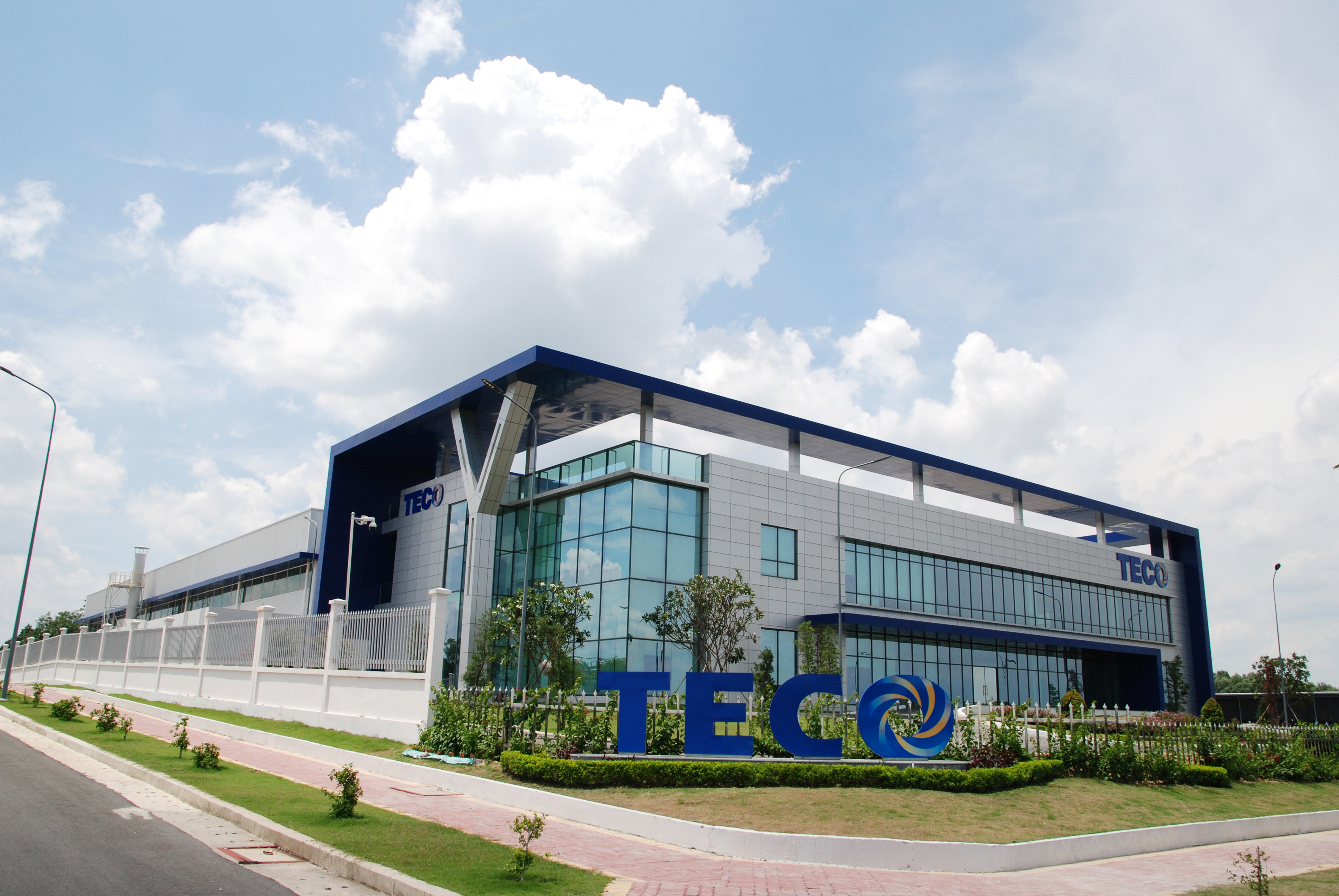
東元電機越南廠

- 1951年，林和引與妻舅偕林波士、錢水木創立「光元行」，代理日本各項電氣產品。
- 1956年，林和引、偕林波士與錢水木邀孫炳輝及林長城投資成立「東元電機廠」（約1980年代刪除「廠」字，改為「東元電機」），經營馬達生產販售；起初在臺北縣三重市（今新北市三重區）設立工廠製造馬達，後來遷至臺北縣新莊鎮（今新北市新莊區）設廠。
- 1960年，東元開發了第一部台灣自製三百匹馬力馬達[2]。
- 1966年，設立東洋培林，與日本東洋培林製造（東洋ベアリング製造，1989年更名為NTN株式會社（日语：NTN）至今）合作製造各種精密軸承；同年，東元電機設立台安電機，生產各種開關、配電盤、VS控制盤等。台安電機曾經股票上市，2003年後東元又將其合併而下市。
- 1972年，在臺北縣淡水鎮（今新北市淡水區）設廠開始生產電子計算機、電視機、冷氣機，淡水廠後遷至桃園縣觀音鄉（今桃園市觀音區），而馬達生產也遷至桃園縣中壢市（今桃園市中壢區）。
- 1973年11月5日，在台灣證券交易所股票上市。
- 1975年，開始生產高噸位箱型冷氣機與分離式雙胞胎冷氣機，另成立東捷商業機器。
- 1977年，東洋培林更名為東培工業。
- 1978年，成立東訊，跨入通訊設備市場。
- 1982年，投資聯昌電子。
- 1987年，美國西屋電氣大型馬達產銷部門獨立出來，與東元電機合資成立西屋馬達。
- 1990年代起，多角化經營，跨入電控、資訊、建設、餐飲等領域。
- 1990年11月，與日本摩斯漢堡合資成立安心食品服務，於台灣經營摩斯漢堡，東元約佔7成3股份。
- 1991年1月中旬，與台灣日光燈和東芝合資成立台灣東芝精密，生產壓縮機[3]。同年成立樂雅樂食品，跨入餐飲業。
- 1993年，立東元科技文教基金會。
- 1994年，東元科技文教基金會設立「東元科技獎」。
- 1995年4月，西屋馬達成為東元電機子公司，更名為東元西屋馬達。
- 1996年8月，與東訊、中國鋼鐵與德國電信合資成立東信電訊（後於2004年6月11日被台灣大哥大購併，2008年9月2日消滅），跨入電信業。
- 1997年，成為台灣高鐵公司五大創始股東之一，另成立東友科技。
- 1998年，成立東慧國際諮詢顧問。6月，東元電機成立感測元件廠菱光科技。
- 1999年，成立東捷資訊服務，跨入資訊服務業；同年9月東元電機成立台灣宅配通，初期負責東元集團的物流配送，後來發展隨著國內電子商務及網購的蓬勃發展，積極介入宅配業。
- 2000年，總部從台北市中山區松江路「東元大樓」遷入台北市南港區南港軟體工業園區。
- 2001年，成立東元激光科技，生產電致發光顯示器（ELD）。
- 2002年，發表新版企業識別系統（CIS），啟用第二代商標；東元集團整合為六大事業群。同年4月11日，東元電機成立「無錫東元電機有限公司」。
- 2003年，正式合併台安電機，無錫東元電機正式投產，安心食品於東元大樓設立摩斯漢堡台灣旗艦店。
- 2004年，成立「江西東元電機有限公司」。
- 2005年，與安川電機合資於日本福岡縣北九州市成立東元安川馬達。3月6日，成立安悅電氣，定位為社區型3C通路，是台灣第一個以加盟連鎖方式推廣的3C通路。5月17日，菱光科技股票上市(8249-TW)。
- 2006年，取得伊萊克斯滾筒洗衣機台灣總代理權；東元電機成立「安台創新科技（廈門）有限公司」；東元江西廠區落成啟用；東元成立五十周年。
- 2007年，成功研發2MW風力發電機，另成立「福建東元精工有限公司」與「青島東元精密機電有限公司」。
- 2011年12月15日，安心食品由興櫃轉上櫃，股票代號1259登錄於中華民國證券櫃檯買賣中心，每股承銷價新台幣166元[4]。
- 2013年11月，與日本Fujio Food Systemフジオフードグループ本社（日语：フジオフードグループ本社）合資於台灣成立美樂食餐飲。12月，台灣宅配通股票上市。
- 2015年，與中國鋼鐵合資成立離岸風電系統製造公司「新能風電股份有限公司」[5]。
- 2016年，連續三年榮獲台灣企業永續獎(TCSA) 金獎,成立六十周年。11月，東元印度廠正式量產，將以東元主力產品馬達為主，並以此地作為東元擴展南亞及非洲地區的發展核心[6]。
- 2017年，連續三年蟬連公司治理評鑑前5%,連續四年獲得台灣企業永續獎金獎,黃茂雄會長榮獲日本政府春季敘勳高級勳章「旭日重光章」,中壢正式啟用「馬達固定子自動化生產中心」。
- 2018年，厚植永續競爭力 東元電機獲台灣企業永續獎四項殊榮,東元越南馬達廠動土 越南將成為東元集團在東南亞的重要基地,東元電機與離岸風電系統國際大廠三菱重工維特斯簽署合作備忘錄,東元智慧聯網電動三輪車 榮獲2018系統整合輸出獎優勝。
- 2019年，智慧送餐服務機器人 榮獲台灣精品銀質獎,台糖x東元 打造台灣首座智慧綠能循環住宅園,越南美福高效率IE3小馬達廠落成啟用,攜手CIP 啟動彰芳西島風場陸上變電站建置,東捷資訊掛牌上櫃。
- 2020年，入選DJSI道瓊永續指數-新興市場成份股,「電動車動力系統 T Power」勇奪台灣精品金質獎,「感應式送餐系統」榮獲國家發明獎銀牌,統包彰芳暨西島風場陸域工程開工,臺灣首部全自主研發設計之「智慧UVC消毒防疫機器人」。

## 相關書目
- 《動力東元：馬達轉出無限生機》：東元科技文教基金會著，史蒂華採訪整理，天下文化出版，1996年，ISBN 957-621-347-9

### 引用
1. ↑  黃茂雄：沒受託傳話給胡錦濤，《中國時報》2006年11月14日B2版。
2. ↑  . TECO 東元電機.   [2022-05-01]. （原始内容存档于2021-11-12） （中文（臺灣））.
3. ↑  李明軒，〈冷氣的「心」戰場〉，《天下雜誌》第117期（1991年2月出刊）
4. ↑  呂綵芯、李昂立，東元金雞母！摩斯漢堡「安心食品」上櫃 （页面存档备份，存于），ETtoday新聞雲，2011-12-15
5. ↑  許家禎，東元偕中鋼成立「新能風電」　開發國產化離岸風機 （页面存档备份，存于），今日新聞，2015-07-23
6. ↑  張義宮，東元四引擎 本季熱轉 （页面存档备份，存于），經濟日報，2016-10-07

### 文獻
- 東元馬達拓歐洲市場，今年可望達倍數成長 （页面存档备份，存于） 2013/4/17

## 外部連結
- 東元電機 （页面存档备份，存于）
- 東元電機的Facebook專頁
- YouTube上的東元電機頻道